# Der Hexer (1963)
Der Hexer ist ein deutscher Kriminalfilm aus dem Jahr 1963 des Regisseurs Rainer Erler und ist eine Verfilmung des gleichnamigen Romans (Originaltitel: The Ringer) von Edgar Wallace.

## Handlung
Der Kern der Handlung ist die erfolgreiche Rache von Arthur Milton, dem  „Hexer“, an dem Anwalt Maurice Messer, der für den Tod seiner Schwester verantwortlich ist. Den Spitznamen „Der Hexer“ hat sich Arthur Milton durch seine Verwandlungsfähigkeit erworben, die ihn immer wieder entkommen lassen hat.

## Hintergründe und Entstehung
Die älteste Fassung des Romans Der Hexer schrieb Edgar Wallace 1925 (Originaltitel: The Gaunt Stranger). 1926 schrieb er den Roman in ein Theaterstück um und verfasste anhand der darin enthaltenen Änderungen auch eine neue Version des Romans (Originaltitel des Theaterstücks und des Romans: The Ringer). Die zweite Romanfassung erschien 1926 in deutscher Sprache, das Theaterstück 1927. Die deutsche Übersetzung der ersten Romanversion erschien erst 1983. In Deutschland tragen alle drei Versionen den Titel Der Hexer. 
Der Film wurde in den Bavaria Studion am Bavariafilplatz 7, Geiselgasteig, Grünwald in Bayern von der Produktionsfirma Bavaria Atelier gedreht. Das Produktionsdesign  stammt von Rolf Zehetbauer, die Kostüme von Helmut Holger.

## Weitere Stoffverfilmungen

### Spielfilme
- The Ringer (1928)
- The Ringer (1931)
- Der Hexer (1932)
- Le jugement de minuit (1932)
- The Gaunt Stranger (1938)
- The Ringer (1952)
- Der Hexer (1964): Regie Alfred Vohrer

### Fernsehfilme
- The Ringer (1938)
- Der Hexer (1956): Regie: Franz Peter Wirth, mit Armas Sten Fühler, Susanne von Almassy, Franz Schafheitlin, Walther Reymer [sic!], Herbert Tiede, Hans-Walter Clasen, Arnulf Schröder, Irene Marhold, Joachim Fontheim, Dieter Eppler